# Wiederladen

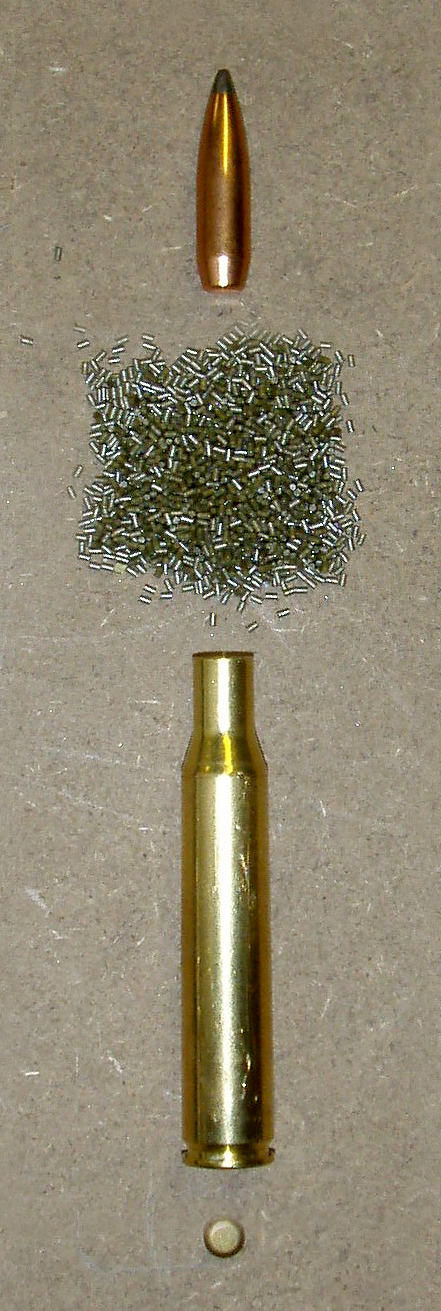
Bestandteile einer modernen Patrone beim Wiederladen (von oben nach unten): Projektil, Treibladung, Patronenhülse und Zündhütchen

Das Wiederladen beschreibt den Vorgang, wenn nach dem Schuss eine leere Patronenhülse mit einem neuen Anzündhütchen, Pulver und einem Geschoss für eine Feuerwaffe versehen wird.
Standen früher eher wirtschaftliche Beweggründe im Vordergrund, sieht man das Wiederladen heute als Möglichkeit, eine für Zweck und Waffe optimal angepasste Patrone herzustellen.

## Geschichte

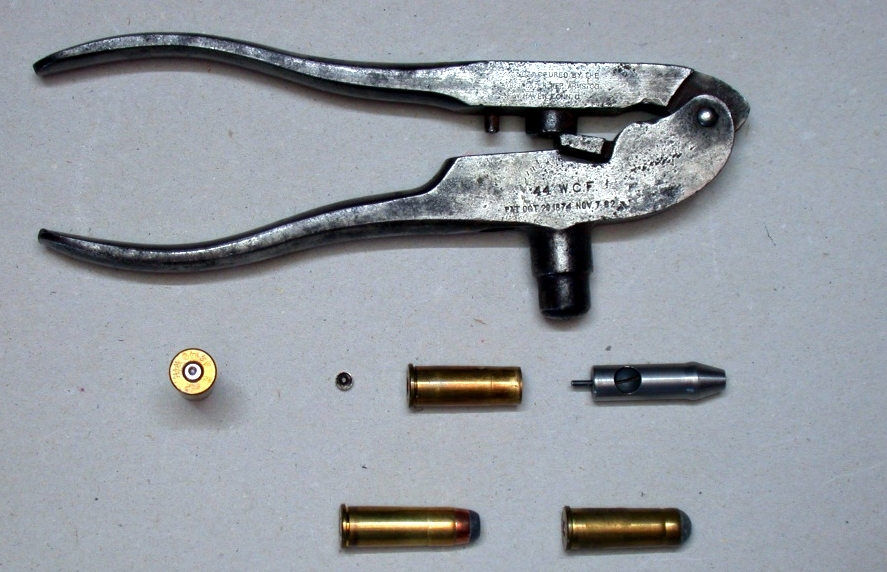
Wiederladegerät von Winchester für Boxerpatronen .44-40 WCF, ca. 1892

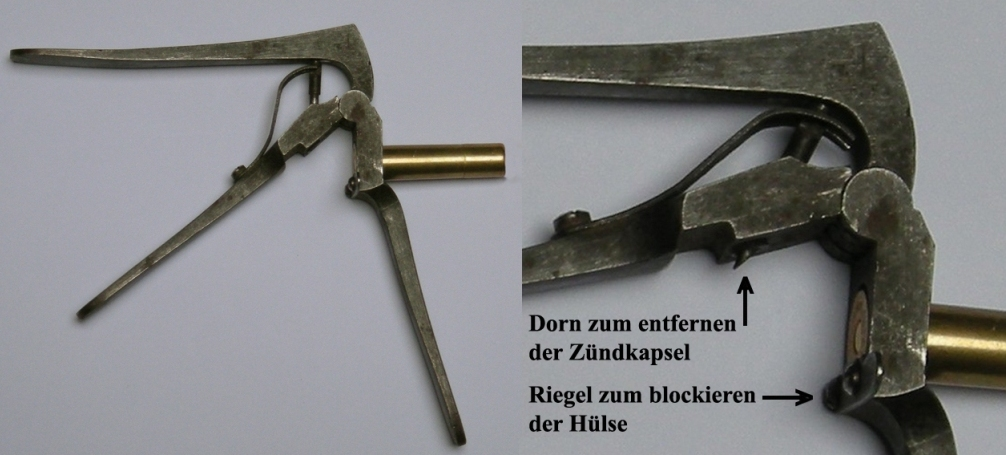
Zange zum Entfernen der Zündkapsel bei Berdanhülsen

Das Wiederladen von Munition war bereits in der kaiserlichen Armee üblich. Für das Gewehr 71 wurde erstmals im Deutschen Reich eine Messingpatrone entwickelt, deren Kosten allerdings immens hoch waren, das Kaltziehen war noch eine neue Technologie. Daher mussten die Soldaten nach dem Übungsschießen die Patronenhülsen wieder einsammeln und nach einer ausgeklügelten Dienstvorschrift reinigen, so dass die Hülsen anschließend wieder in die Munitionsfabriken zum erneuten Befüllen übersandt werden konnten. Für scharfe Munition unbrauchbare Hülsen konnten häufig noch für Übungszwecke benutzt werden. In den Vereinigten Staaten ist auch das in Europa wenig praktizierte Wiederladen von Schrotmunition üblich. Wiederlader haben auch die Entwicklung neuer Kaliber vorangetrieben. In der Fachliteratur gibt es viele Kaliber, für die keine Fabrikladung hergestellt wird, sogenannte Wildcats, die von Privatleuten aus handelsüblichen Patronen entwickelt werden. In Deutschland wird das Wiederladen seit vielen Jahren von Jägern und Sportschützen betrieben, das beweist das umfangreiche Angebot an Komponenten. Neben wirtschaftlichen Vorteilen überzeugt die handwerklich hergestellte Munition vor allem durch Präzision und die Optimierung für die eigene Waffe und den eigenen Verwendungszweck.

## Gründe für das Wiederladen
- Anpassung und Einstellung der Leistung der Patrone.
- Verwendung eines speziellen, dem Einsatzzweck angepassten Geschosses.
- Optimierung der Präzision unter Berücksichtigung der Tatsache, dass Waffe und Munition ein Gesamt-System darstellen, das in seiner Leistung, insbesondere der Präzision, von ebendiesen beiden Komponenten abhängig ist.
- Kostenersparnis – die teuerste Komponente von Patronenmunition ist häufig die Patronenhülse, die in der Regel mehrmals verwendet werden kann.
- Herstellung von ungebräuchlicher und dadurch meist teurer Munition oder von Munition, die nicht mehr erhältlich ist. Dies setzt voraus, dass entsprechende Patronenhülsen vorhanden oder beschaffbar sind bzw. dass durch Umformung anderer Hülsen die gewünschte Hülse hergestellt werden kann.

## Wichtige Bedingungen für das Laden von Präzisionsmunition
Da es keine zwei Waffen gibt, die in ihren Eigenschaften und in ihrem Verhalten beim Abgeben eines Schusses gleich sind, kann es keine für eine bestimmte Art von Waffen hergestellte (Fabrik-)Munition geben, die optimal mit einer bestimmten Waffe „zusammenarbeitet“. Fabrikmunition stellt einen (wenn auch sehr guten) Kompromiss dar: Solche Munition kann aus jeder Waffe, für die sie vorgesehen ist, mit durchschnittlicher Präzision verschossen werden.
Für die letztlich erreichbare Präzision muss die Patrone genau auf die Waffe abgestimmt werden. Neben der definierten Menge und Art des Treibladungspulvers, Art, Masse und Konstruktion des Geschosses sowie der Art des Zünders sind die Setztiefe des Geschosses und die Eigenschaften der Hülse von ausschlaggebender Bedeutung: Die Hülsen müssen alle aus dem gleichen Fertigungslos stammen, um über gleiche Maße zu verfügen. Die Hülsen dürfen nur aus der Waffe verschossen worden sein, für die sie weiterhin verwendet werden sollen. So ist gewährleistet, dass sich die Hülsen dem Patronenlager der Waffe durch Liderung angepasst haben. Die Hülsen müssen alle die gleiche Anzahl von Schüssen „erlebt“ haben. Die Hülsen werden in der Weiterverarbeitung nur am Hals kalibriert, um das einzusetzende Geschoss sicher zu halten. Es ist sinnvoll, die Hülsen vor dem Wiederladen einer Wärmebehandlung (200–250 °C, z. B. im Backofen) zu unterziehen, um identische Materialeigenschaften zu erhalten.
Um Präzisionsmunition für eine bestimmte Waffe herzustellen, sind viele Versuche und eine gewissenhafte Dokumentation erforderlich. Bei richtiger und präziser Arbeitsweise ist es möglich, Munition herzustellen, die aus einer bestimmten Waffe noch über 300 m „Loch in Loch“ schießt, die Eigenpräzision der verwendeten Waffe vorausgesetzt. Dies kann mit Fabrikmunition nicht erreicht werden.

## Komponenten und Ablauf des Wiederladens

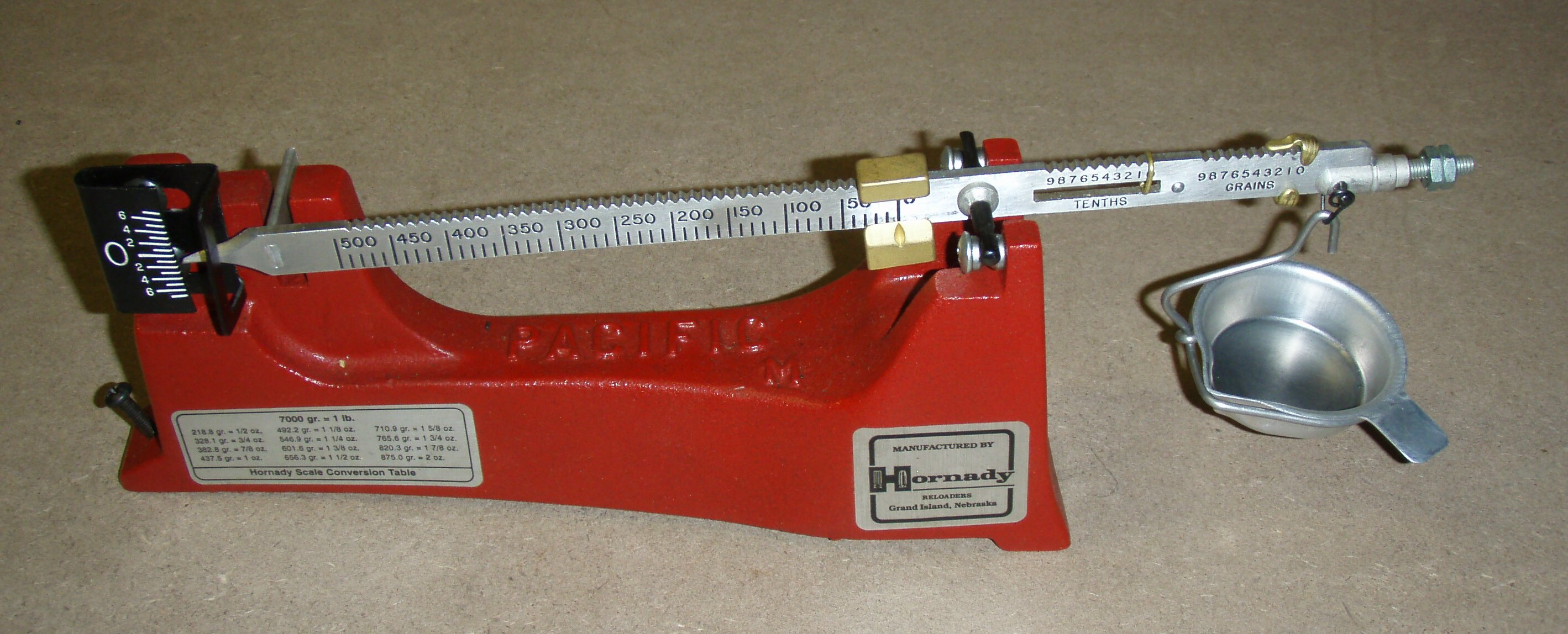
Pulverwaage

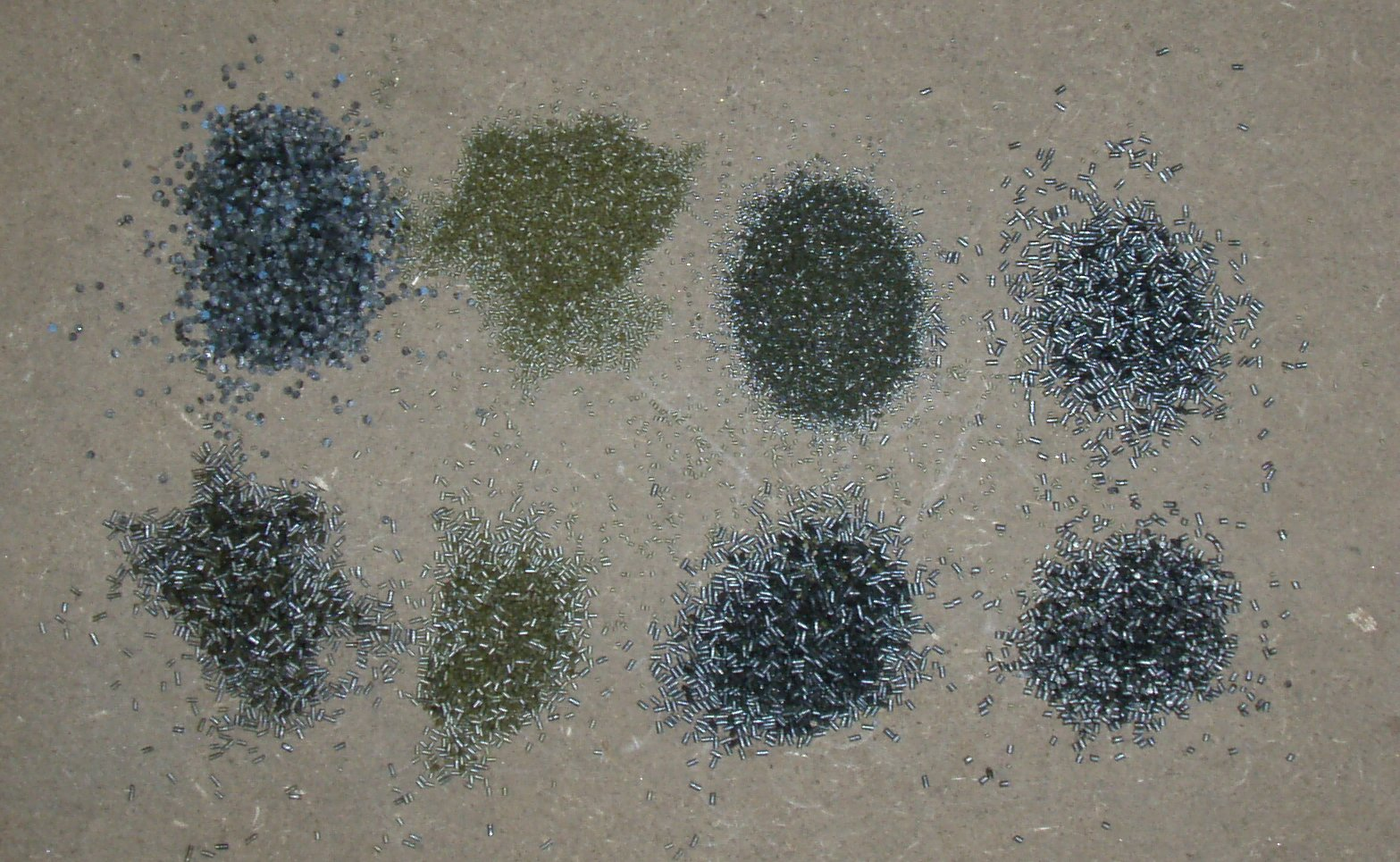
Treibladungspulver (verschiedene Sorten)

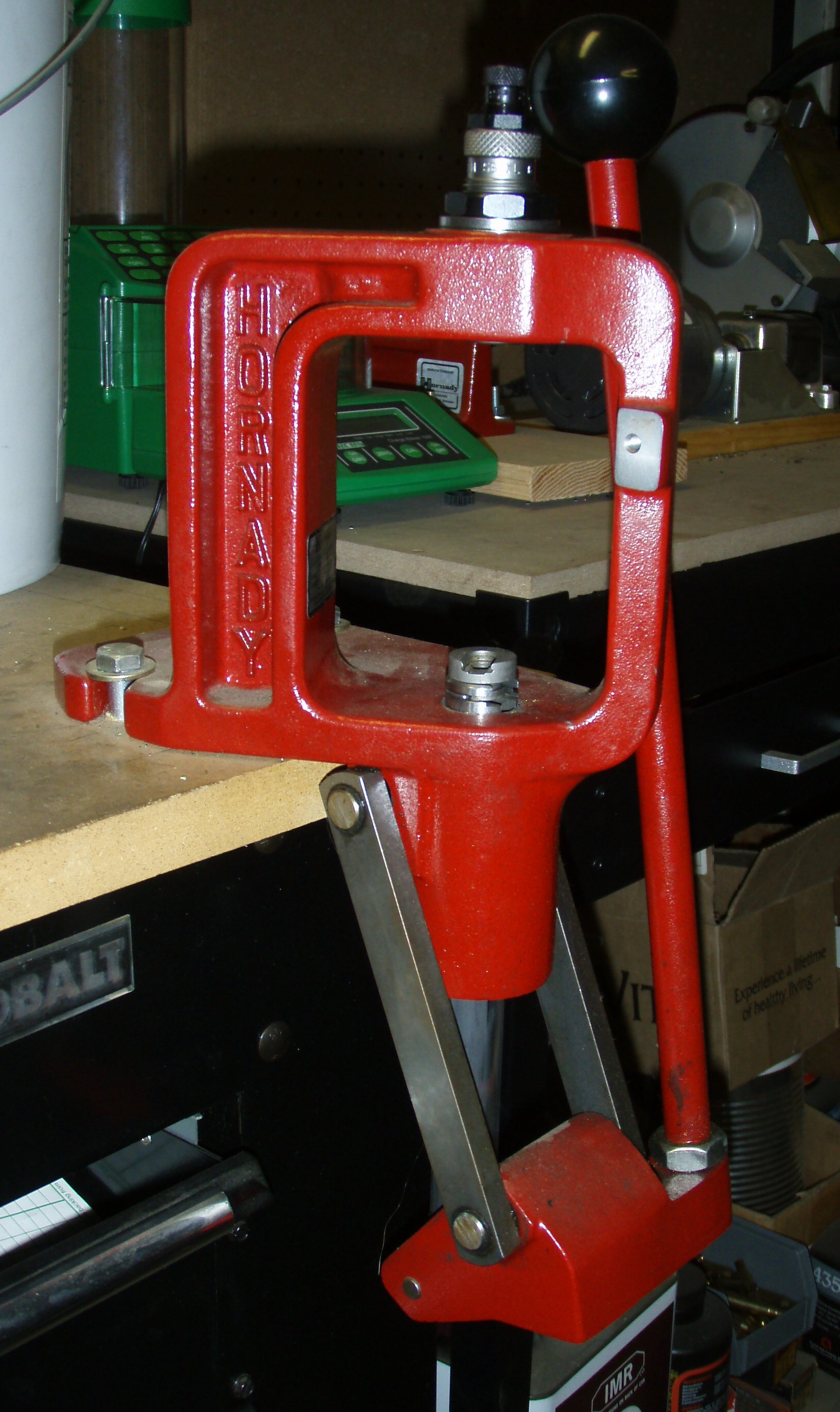
Wiederladepresse

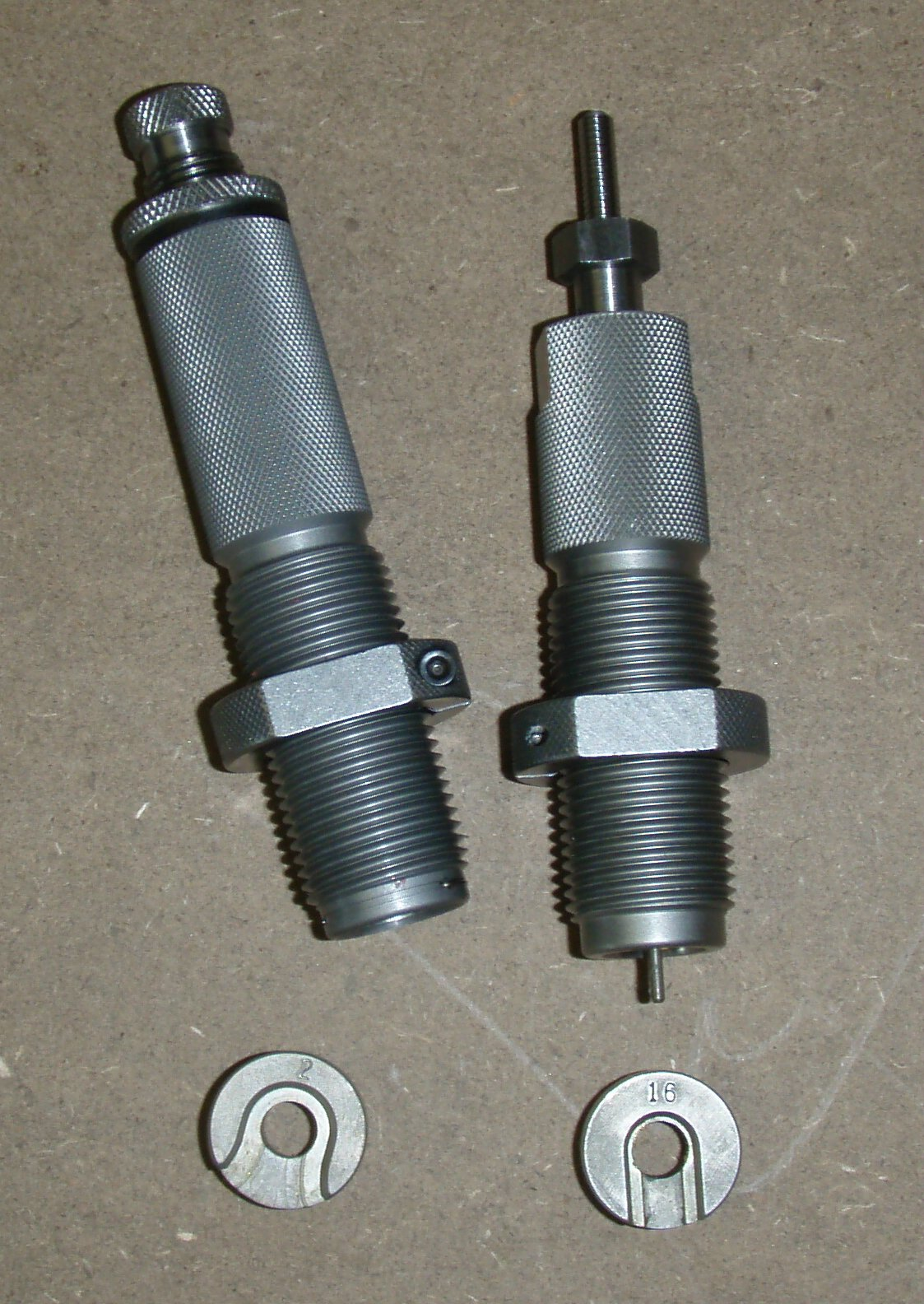
Wiederladematrize

Benötigt wird eine Wiederladepresse, Pulverwaage, Messschieber und je Kaliber ein Satz Matrizen. Außerdem Hülsen, Geschosse, geeignete Anzündhütchen und Treibladungspulver.
Nach der ggf. erforderlichen Reinigung der Hülse wird diese in der Ladepresse weiterbearbeitet.
Bei Berdanhülsen ist der Ablauf im Großen und Ganzen der gleiche wie bei Boxerhülsen.
Es muss hierbei nur beachtet werden, dass das Zündhütchen in einem gesonderten Arbeitsgang entfernt werden muss.
Wichtig ist auch bei der späteren Kalibrierung, den Ausdrückerstift für das Zündhütchen vorher aus dem Innenkalibrierer zu entnehmen, um weder die Hülse noch die Matrize zu beschädigen.
Hierbei gibt es verschiedene Ausführungen, die nach verschiedenen Kriterien zum Einsatz kommen.
Kriterien
Art und Kaliber der Munition
Menge der zu ladenden Patronen pro Stunde
gewünschte Präzision (z. B. für Benchrest werden meistens nur 1-Stationen-Pressen verwendet)

### 1-Stationen-Presse
1. Station: hier werden alle Schritte (Rekalibrieren & altes Anzündhütchen ausstoßen; neues Anzündhütchen setzen; Pulver füllen; Geschoss setzen; Hülsenmund einziehen) separat durchgeführt.

D.h. wenn man z. B. 100 Stk. Hülsen .300 Winchester Magnum wiederladen möchte, werden zuerst alle 100 Stk. rekalibriert und das alte Anzündhütchen ausgestoßen. Danach wird das neue Anzündhütchen bei allen eingesetzt. Usw.

### 4-Stationen-Presse
1. Station: beim Herunterdrücken erfolgt die Außenkalibrierung der Hülse und das Ausstoßen des alten Anzündhütchens; beim Hochdrücken die Innenkalibrierung der Hülse und das Aufsetzen eines neuen Anzündhütchens
2. Station: das Pulver wird eingefüllt und gleichzeitig der Hülsenmund glockenförmig aufgeweitet (nur bei Bleigeschossen)
3. Station: das Geschoss wird eingepresst
4. Station: der Hülsenmund wird eingezogen, damit das Geschoss fest sitzt

### 5-Stationen-Presse
1. Station: hier erfolgt mittels der Kalibrier-Matrize das Rekalibrieren der Hülsenwand und gleichzeitig das Ausstoßen des alten Anzündhütchens mittels Dorn
2. Station: ein neues Anzündhütchen wird eingesetzt, anschließend die vorher eingestellte Pulvermenge eingefüllt und gleichzeitig der Hülsenmund glockenförmig aufgeweitet (bei Bleigeschossen)
3. Station: hier kann z. B. ein Pulver-Prüf-System eingesetzt werden, das über eine Füllstandskontrolle prüft, ob die richtige Menge an Pulver gefüllt wurde – verhindert etwaige Doppelfüllungen oder Leerfüllungen
4. Station: ein Geschoss wird mittels Setz-Matrize auf die vorher eingestellte Tiefe eingepresst
5. Station: der Hülsenmund wird mit einer Crimp-Matrize eingezogen, damit das Geschoss fest sitzt

## Rechtliche Voraussetzungen
Deutschland
Alle Werkzeuge und Komponenten zum Wiederladen von Patronenhülsen sind frei erhältlich, allerdings unterliegt in Deutschland der Erwerb von Treibladungsmittel dem Sprengstoffgesetz (Deutschland) und dessen strenger Kontrolle. Zum Erwerb des Treibladungspulvers (meist Nitrozellulose- oder Schwarzpulver) wird eine Erlaubnis benötigt,
für den nichtgewerblichen Bereich eine Erlaubnis nach § 27 des Sprengstoffgesetzes, welche auf 5 Jahre befristet ist und dann verlängert werden muss. Fachkunde und allgemeine Zuverlässigkeit reichen dazu nicht aus.
Um diese zu erhalten, muss der Besuch eines anerkannten Lehrgangs (vorgeschriebene Dauer mindestens zwei Tage) mit anschließender Sachkundeprüfung nachgewiesen werden. An einem solchen Lehrgang darf nur teilnehmen, wer über eine Unbedenklichkeitsbescheinigung nach Sprengstoffgesetz verfügt. Diese Bescheinigung wird ausgestellt, wenn die zuständige Behörde die Zuverlässigkeit des Antragstellers geprüft hat. Dazu werden in der Regel das Bundeszentralregister sowie das Gewerberegister eingesehen und Auskünfte bei Polizei und Staatsanwaltschaft eingeholt. Schwebende Ermittlungs- oder Strafverfahren sowie entsprechende Einträge im Führungszeugnis gelten als Gründe, die Unbedenklichkeit anzuzweifeln und die Bescheinigung zu versagen.
Die hergestellte Munition unterliegt dem Waffenrecht.